# Team dsm-firmenich PostNL/2024
Deze pagina geeft een overzicht van de UCI World Tour wielerploeg Team DSM-Firmenich PostNL in 2024.

## Algemeen
Sponsor: Koninklijke DSM, Firmenich, PostNL
Algemeen manager: Iwan Spekenbrink
Teammanager: Rudi Kemna
Ploegleiders: Roy Curvers, Kelvin Dekker, Callum Ferguson, Christian Guiberteau, Dariusz Kapidura, Bennie Lambregts, Pim Ligthart, Luke Roberts, Albert Timmer, Hans Timmermans, Joey van Rhee, Philip West, Matthew Winston

Coach: Asbjørn Kragh Andersen
Fietsmerk: Scott Sports

## Renners
| Naam                 | Geboortedatum | Nationaliteit       | Ploeg 2023                     |
| -------------------- | ------------- | ------------------- | ------------------------------ |
| Tobias Lund Andresen | 20-08-2002    | Denemarken          |                                |
| Romain Bardet        | 09-11-1990    | Frankrijk           |                                |
| Warren Barguil       | 28-10-1991    | Frankrijk           | Arkéa Samsic                   |
| Patrick Bevin        | 15-02-1991    | Nieuw-Zeeland       |                                |
| Pavel Bittner        | 29-10-2022    | Tsjechië            |                                |
| Romain Combaud       | 01-04-1991    | Frankrijk           |                                |
| John Degenkolb       | 07-01-1989    | Duitsland           |                                |
| Matthew Dinham       | 09-04-2000    | Australië           |                                |
| Patrick Eddy         | 17-10-2002    | Australië           | Development Team dsm-firmenich |
| Alex Edmondson       | 22-12-1993    | Australië           |                                |
| Nils Eekhoff         | 23-01-1998    | Nederland           |                                |
| Sean Flynn           | 02-03-2000    | Verenigd Koninkrijk |                                |
| Chris Hamilton       | 18-05-1995    | Australië           |                                |
| Fabio Jakobsen       | 31-08-1996    | Nederland           | Soudal-Quick Step              |
| Gijs Leemreize       | 23-10-1999    | Nederland           | Jumbo-Visma                    |
| Enzo Leijnse         | 16-07-2001    | Nederland           | Development Team dsm-firmenich |
| Emīls Liepiņš        | 29-10-1992    | Letland             | Lidl-Trek                      |
| Niklas Markl         | 03-03-1999    | Duitsland           |                                |
| Tim Naberman         | 11-05-1999    | Nederland           |                                |
| Oscar Onley          | 13-10-2002    | Verenigd Koninkrijk |                                |
| Max Poole            | 01-03-2003    | Verenigd Koninkrijk |                                |
| Timo Roosen          | 11-01-1993    | Nederland           | Jumbo-Visma                    |
| Martijn Tusveld      | 09-09-1993    | Nederland           |                                |
| Julius van den Berg  | 23-10-1996    | Nederland           | EF Education-EasyPost          |
| Frank van den Broek  | 28-12-2000    | Nederland           | Development Team dsm-firmenich |
| Casper van Uden      | 22-07-2001    | Nederland           |                                |
| Kevin Vermaerke      | 16-10-2000    | Verenigde Staten    |                                |
| Bram Welten          | 29-03-1997    | Nederland           | Groupama-FDJ                   |

### Stagiairs
Per 1 augustus 2024
| Naam          | Geboortedatum | Nationaliteit       | Vorige ploeg |
| ------------- | ------------- | ------------------- | ------------ |
| Bjoern Koerdt | 20-07-2004    | Verenigd Koninkrijk | CC Étupes    |

### Vertrokken
| Naam                    | Geboortedatum | Nationaliteit | Ploeg 2024               |
| ----------------------- | ------------- | ------------- | ------------------------ |
| Marco Brenner           | 27-08-2002    | Duitsland     | Tudor Pro Cycling Team   |
| Alberto Dainese         | 25-03-1998    | Italië        | Tudor Pro Cycling Team   |
| Leon Heinschke          | 08-11-1999    | Duitsland     | ?                        |
| Jonas Iversby Hvideberg | 09-02-1999    | Noorwegen     | Uno-X Pro Cycling Team   |
| Andreas Leknessund      | 21-05-1999    | Noorwegen     | Uno-X Pro Cycling Team   |
| Marius Mayrhofer        | 18-09-2000    | Duitsland     | Tudor Pro Cycling Team   |
| Lorenzo Milesi          | 19-03-2002    | Italië        | Movistar Team            |
| Frederik Rodenberg      | 22-01-1998    | Denemarken    | Team CO:PLAY-Giant Store |
| Florian Stork           | 27-04-1997    | Duitsland     | Tudor Pro Cycling Team   |
| Henri Vandenabeele      | 15-04-2000    | België        | Lotto-Dstny              |
| Harm Vanhoucke          | 17-06-1997    | België        | Lotto-Dstny              |
| Sam Welsford            | 19-01-1996    | Australië     | BORA-hansgrohe           |

## Overwinningen
| Nationale kampioenschappen wielrennen Letland - wegwedstrijd: Emīls Liepiņš Tour Down Under 5e etappe: Oscar Onley AlUla Tour 1e etappe: Casper van Uden Ronde van Turkije 1e etappe: Fabio Jakobsen 4e etappe: Tobias Lund Andresen 5e etappe: Tobias Lund Andresen 6e etappe: Frank van den Broek 7e etappe: Tobias Lund Andresen Eindklassement: Frank van den Broek Puntenklassement: Tobias Lund Andresen Ronde van Keulen Casper van Uden ZLM Tour 2e etappe: Casper van Uden 4e etappe: Casper van Uden Puntenklassement: Casper van Uden | Ronde van Frankrijk 1e etappe: Romain Bardet Ronde van Burgos 1e etappe: Pavel Bittner 5e etappe: Pavel Bittner Puntenklassement: Pavel Bittner Jongerenklassement: Max Poole Arctic Race of Norway Jongerenklassement: Kevin Vermaerke Ronde van Denemarken 1e etappe (TTT): *1) 3e etappe: Tobias Lund Andresen 5e etappe: Tobias Lund Andresen Puntenklassement: Tobias Lund Andresen Ploegenklassement: *1) | Ronde van Spanje 5e etappe: Pavel Bittner Ronde van Groot-Brittannië Jongerenklassement: Oscar Onley Ronde van Langkawi 3e etappe: Max Poole Eindklassement: Max Poole CRO Race Puntenklassement: Tobias Lund Andresen Jongerenklassement: Tobias Lund Andresen Ploegenklassement: *2) |

*1): Ploeg Ronde van Denemarken: Andresen, Barguil, Dorussen, Edmondson, Eekhoff, Flynn, van den Broek
*2): Ploeg CRO Race: Andresen, Barguil, Bittner, Flynn, Onley, van den Broek, Vlot
Mannen: 1999 · 2000 · 2001 · 2002 · 2003 · 2004 · 2005 · 2006 · 2007 · 2008 · 2009 · 2010 · 2011 · 2012 · 2013 · 2014 · 2015 · 2016 · 2017 · 2018 · 2019 · 2020 · 2021 · 2022 · 2023 · 2024 · 2025
Vrouwen: 2011 · 2012 · 2013 · 2014 · 2015 · 2016 · 2017 · 2018 · 2019 · 2020 · 2021 · 2022 · 2023 · 2024 · 2025
Alpecin-Deceuninck · Arkéa-B&B Hotels · Astana Qazaqstan · Bahrain Victorious · BORA-hansgrohe · Cofidis · Decathlon AG2R La Mondiale · EF Education-EasyPost · Groupama-FDJ · INEOS Grenadiers · Intermarché-Wanty · Lidl-Trek · Movistar Team · Soudal Quick-Step · dsm-firmenich PostNL · Jayco AlUla · UAE Team Emirates · Visma-Lease a Bike